# Bernhart von Zinnenberg
Bernhart von Zinnenberg-Schönberg († 7. Januar 1470 in Kulm) war ein adeliger Söldnerführer des Deutschen Ordens. Er war Pfandinhaber von Kulm und Strasburg an der Drewenz.

## Familie
Bernhart Vater war Mikeš Divuček von Jemništ (Miksch von Czimburg), königlich-böhmischer Münzmeister († vor 1449), die Mutter kam wohl aus dem böhmischen Adelsgeschlecht Wartenberg. Halbbrüder waren Heinrich von Waldstein auf Stepanitz, Benedikt von Waldstein und Johannes von Waldstein.
Bernhart entstammte einer in Böhmen und Mähren einflussreichen Familie. Der Vater gehörte in jungen Jahren als „heimlicher Rat“ zum Umfeld von Sigismund. Bekannt für seine guten Beziehungen zum Deutschen Orden, hatte er 1444 dem Hochmeister 300 gute Reiter als Söldner angeboten. Ihn selbst hatte die Stadt Breslau noch vor Ausbruch des Dreizehnjährigen Krieges dem Hochmeister empfohlen (1449). Bischof Paul von Miličin und Talmberg hob aus eigener Kenntnis Bernharts Einsatz für die alte Kirche gegen die Hussiten hervor. Ausführlich würdigte die Stadt Brünn Bernharts Charakter, Fähigkeiten und Taten.

## Leben
Nach Ausbruch des Krieges im Februar 1454 näherte sich Bernhart, durch die Mark Brandenburg kommend, mit angeworbenen Söldnern dem Ordensland. Im September war er wesentlich beteiligt, als der Orden mit der Schlacht bei Konitz die einzige größere Feldschlacht dieses Krieges siegreich gestalten konnte. Bernhart beteiligte sich an den Versuchen des Ordens, durch diesen militärischen Erfolg dem Kriegsverlauf eine günstige Wende zu geben, was aber letztlich nicht gelang. Da der Hochmeister seine Söldner nicht entlohnen konnte, kam es unter Mitwirkung von Bernhart am 9. Oktober 1454 zur Verpfändung der Marienburg und des weiteren Ordenslandes. Als Bernhart zur Jahreswende zu Verhandlungen nach Thorn ging, wurde er dort zeitweilig festgehalten. Als der Hochmeister im Februar 1455 die Stadt (erfolglos) einzunehmen versuchte, war Bernhart schon außerhalb derselben. Die wegen ausbleibender Soldzahlungen seitens des Ordens unzufriedenen böhmischen Söldner drohten bald, die verpfändete Marienburg und andere Ordensburgen an den Kriegsgegner – also an die Krone Polen – zu verkaufen. Dem versuchte Bernhart sich zu widersetzen. Er war in Gefangenschaft, als die böhmischen Söldner wegen des verstrichenen Zahlungstermins im Mai 1455 die Marienburg besetzten. Die von Ulrich Czerwenka geführten böhmischen Söldner wollten aus Macht- und Geldstreben die Marienburg unter allen Umständen verkaufen. So verhinderten sie einen Gefangenenaustausch mit Bernhart, weil sie dessen Tatkraft in Freiheit fürchteten. Als Gesandte des livländischen Ordenszweiges zu Verhandlungen im April 1456 über die geforderten Geldzahlungen nach Marienburg kamen, war Bernhart immer noch in Gefangenschaft, was der Hochmeister angesichts von dessen Einsatz auch in finanzieller Hinsicht sehr beklagte. Die böhmischen Söldner ließen die Verhandlungen scheitern. Kurz darauf hatte Bernhart „Urlaub“ aus seiner Haft in Thorn, um sich in die Verhandlungen einzuschalten. Bei den Verhandlungen der böhmischen Söldner mit Polen über die Höhe des Verkaufspreises versuchte er durch überhöhte Forderungen für sich selbst den Verkauf zu behindern. Die deutschen Söldner wollten sich nicht beteiligen und drängten Bernhart auf die Böhmen einzuwirken. Es war vergeblich. Der Verkauf erfolgte im August 1456. Polen und die Städte teilten sich die Verkaufssumme. Weil auch diese in Zahlungsschwierigkeiten steckten, versuchte der Orden wiederholt unter der Mitwirkung von Bernhart einen Vollzug zu verhindern. Zu Bernharts Bestürzung waren Czerwenka und die böhmischen Söldner im Oktober 1456 mit einer geringeren Zahlung seitens der Danziger zufrieden, um den Orden nicht mehr eine Rückkehr zu ermöglichen, obwohl er seine Zahlungsfähigkeit nachweisen konnte. Nachdem weitere Zahlungen seitens des Königs von Polen und vor allem Danzigs geleistet worden waren, rückten im Juni 1457 die Polen in die Marienburg ein. Der Hochmeister konnte nur unter höchst unwürdigen Bedingungen die Burg verlassen.
Bernhart wandte sich bereits im Februar 1457 mit einer Klage gegen die anderen böhmischen Söldnerführer an seinen böhmischen Landesherrn. Zu dieser Zeit musste er noch in Haft bleiben, bis die Marienburg dem Feind übergeben wurde. Auch hatte er sich mit einer Gegenklage auseinanderzusetzen. Unter anderem verzögerte der Thronwechsel in Böhmen die Angelegenheit. Auch der Deutsche Orden war zögerlich, so dass Bernhart Anfang 1959 den Hochmeister drängen musste endlich tätig zu werden, um sein Ansehen zu wahren. Nachdem die offizielle Anklageschrift im Dezember 1459 verschickt worden war, erging im Juni 1460 in Prag das Urteil. Die Unrechtmäßigkeit des Verkaufs wurde festgestellt und führte zur zeitweiligen Kerkerhaft von Czerwenka und anderen.
Auch nach dem Verlust der Marienburg war Bernhart der bedeutendste militärische Führer auf der Seite des Deutschen Ordens, der von seinen Gegnern im intellektueller Hinsicht und wegen seiner Tatkraft sehr gefürchtet wurde. Sein Versuch, mit Hilfe der Stadt Marienburg am 27./28. September 1457 die Burg zurückzuerobern, misslang zwar; aber bald darauf, am 24. Oktober 1457, konnte er die Stadt Kulm einnehmen. Ob Verrat im Spiel war, hat sich nicht klären lassen. Die Stadtgesellschaft war in politischer Hinsicht gespalten. Bernhart gelang es trotz seiner persönlichen wirtschaftlichen Not, eine Stadtherrschaft zu errichten, die über das Ende des Dreizehnjährigen Krieges hinaus angedauert hat. Er trat als Statthalter des Hochmeisters auf und verlangte auch vom neu eingesetzten Stadtrat einen entsprechenden Amtseid. Politischer Hauptgegner war die Stadt Thorn, die den Krieg begonnen hatte und sich jetzt allen Versuchen widersetzte einen Kompromiss zu finden. Trotzdem kam am 8. Oktober 1458 ein Waffenstillstand („Beifriede“) zustande, dem am 4. März 1459 in Kulm Friedensverhandlungen folgten. Diese scheiterten an vorgeschobenen Verfahrensfragen und vor allem an der fehlenden Bereitschaft der Städte Thorn und Danzig zu Kompromissen mit Bernhart und dem Orden. Diese sahen es für ihre eigenen Interessen als vorteilhafter an, das Land in schließlich sieben weiteren Kriegsjahren verwüsten zu lassen. Auch die Vertreter des Ordens wollten einer Vorwegnahme der späteren Bestimmungen des Zweiten Thorner Friedens noch nicht zustimmen.
Aus nicht eindeutig geklärten Gründen reiste Bernhart im Jahre 1460 nach Böhmen, wo er Söldner für einen Einsatz in Preußen anwarb. Auf dem Rückweg hörte er vom Fall Marienburgs und vom Tod des Bürgermeisters Bartholomäus Blume. Nach einigen militärischen Unternehmungen westlich der Weichsel traf er Anfang September wieder in Kulm ein. In den folgenden drei Jahren gab es verschiedene militärische Maßnahmen mit wechselnden Erfolgen, bis die mangelhafte Unterstützung durch Hochmeister und Orden Bernhart dazu bewog, am 13. Dezember 1463 mit dem König von Polen (Kasimir IV. Andreas) und Herzog von Masowien einen Separatfrieden zu schließen, der bis Kriegsende hielt. Bernhart bekam dadurch für Kulm und andere von ihm besetzte Schlösser eine Ausnahmestellung; dafür sollte er dem Orden bis Kriegsende keine weiteren Hilfen gewähren. Bei den dann beginnenden Friedensverhandlungen rechnete der Orden Kulm, Althaus und Strasburg, also Bernharts Besitzungen, zu den seinigen. Die eigentlichen Friedensverhandlungen September/Oktober 1466 beförderte Bernhart, der die Seite des Ordens vertrat. Da er seine Söldner nach dem Friedensschluss noch unbefriedigt sah, konnte er der Stadt Kulm noch nicht zu neuem Wohlergehen verhelfen. Nach über drei Jahren starb er verarmt am 7. Januar 1470. Bernhart war ein begnadeter militärischer Führer, dem zum durchschlagenden Erfolg ein finanzstarker Auftraggeber fehlte; der Deutsche Orden war das zu seiner Zeit nicht mehr. Es folgte für die Stadt noch ein sehr unruhiges Jahrzehnt; denn Kulm blieb noch bis zum 10. November 1479 im Besitz von Bernharts Halbbrüdern, weil er kinderlos war.